# Catherine Martin (Politikerin)

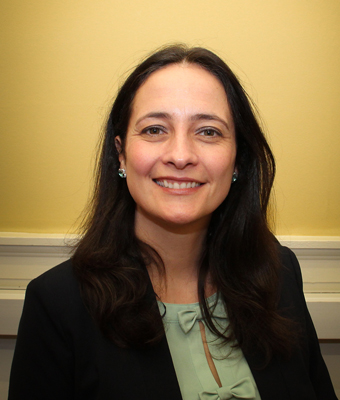
Catherine Martin (2016)

Catherine Martin (irisch Caitríona Ní Mháirtín; * 7. Dezember 1972 in Carrickmacross, County Monaghan) ist eine irische Politikerin der Green Party (GP), die seit Juni 2020 in der Regierung Martin I Ministerin für Medien, Tourismus, Kunst, Kultur, Sport und die Gaeltacht ist.	

## Leben
Catherine Martin absolvierte ein Lehramtsstudium an der National University of Ireland, Maynooth. Sie war als klassische Sängerin sowie von 2001 bis 2016 als Lehrerin für Englisch und Musik an der St. Tiernan’s Community School in Dundrum tätig. Sie begann ihre politische Laufbahn für die Green Party (GP) als sie 2009 zum Mitglied des Rates des County Monaghan gewählt wurde und dort bis 2010 den Wahlkreis Monaghan vertrat. Am 11. Juni 2011 wurde sie stellvertretende Vorsitzende der Green Party. Am 24. Mai 2014 wurde sie Mitglied des Rates des County Dún Laoghaire-Rathdown und gehörte diesem bis zum 24. Mai 2019 an. Sie engagierte sich zudem als Mitglied des Bildungs- und Ausbildungsausschusses des Rates des County sowie als Mitglied der Kuratorien des College of Further Education in Stillorgan und der St. Tiernan’s Community School in Dundrum.
Bei den Wahlen am 26. Februar 2016 wurde sie für die GP im Wahlkreis Dublin Rathdown erstmals zum Mitglied (Teachta Dála) des Dáil Éireann, des Unterhauses des Parlaments (Oireachtas), gewählt. Sie war bildungspolitische Sprecherin ihrer Fraktion sowie Mitglied des Ausschusses für die Zukunft der psychischen Gesundheit (Future of Mental Healthcare Committee) sowie des Ausschusses für Bildung und Qualifikationen (Education and Skills Committee). Nach der Gründung der Parlamentarischen Frauengruppe (Oireachtas Women’s Parliamentary Caucus) im November 2017 wurde sie deren Gründungsvorsitzende. Bei den Wahlen am 8. Februar 2020 wurde sie im Wahlkreis Dublin Rathdown abermals zum Mitglied des Dáil Éireann gewählt.
Am 27. Juni 2020 wurde Catherine Martin als Ministerin für Medien, Tourismus, Kunst, Kultur, Sport und die Gaeltacht (Minister for Media, Tourism, Arts, Culture, Sport and the Gaeltacht) in die Regierung Martin I berufen. Im Juli 2020 bewarb sie sich für die Funktion der Parteivorsitzenden der Green Party, unterlag mit 946 Stimmen (48,6 Prozent) gegen den seit 2011 amtierenden Parteivorsitzenden Eamon Ryan, auf den 994 Stimmen (51 Prozent) entfielen.
Catherine Martin ist seit 2002 mit Francis Noel Duffy verheiratet, der für die Green Party seit 2020 ebenfalls Teachta Dála. Aus dieser Ehe gingen drei Kinder hervor. Ihr älterer Bruder Vincent P. Martin wurde für die Green Party 2020 Mitglied des Senats (Seanad Éireann), des Oberhauses des Parlaments (Oireachtas).